# Погорелов, Иван Фёдорович
Иван Фёдорович Погорелов (1924—1981) — сержант Рабоче-крестьянской Красной Армии, участник Великой Отечественной войн, Герой Советского Союза (1944).

## Биография
Родился 28 декабря 1924 года в селе Графское Харьковской губернии. После окончания семи классов школы работал в колхозе. 
В августе 1942 года был призван на службу в Рабоче-крестьянскую Красную Армию. Окончил полковую школу. С 1943 года — на фронтах Великой Отечественной войны, командовал артиллерийским орудием 267-го гвардейского стрелкового полка 89-й гвардейской стрелковой дивизии 37-й армии Степного фронта. Отличился во время битвы за Днепр.
29-30 сентября 1943 года расчёт под командованием Ивана Погорелова переправился через Днепр в районе села Келеберда Кременчугского района Полтавской области Украинской ССР и принял активное участие в боях за захват и удержание плацдарма на его западном берегу, отразив большое количество немецких контратак.
Указом Президиума Верховного Совета СССР «О присвоении звания Героя Советского Союза генералам, офицерскому, сержантскому и рядовому составу Красной Армии» от 22 февраля 1944 года за «образцовое выполнение боевых заданий командования при форсировании реки Днепр, развитие боевых успехов на правом берегу реки и проявленные при этом отвагу и геройство» был удостоен высокого звания Героя Советского Союза с вручением ордена Ленина и медали «Золотая Звезда».
После окончания войны был демобилизован. В 1957 году окончил Харьковский педагогический институт, после чего работал учителем. 
Скончался 8 октября 1981 года, похоронен в селе Вязовая Краснокутского района Харьковской области Украины.
Был также награждён орденом Красной Звезды и рядом медалей.